# 阿維拉鎮區 (堪薩斯州科曼奇縣)
阿維拉鎮區（英語：Avilla Township）為位在美國堪薩斯州科曼奇縣的鎮區。2010年美国人口普查中該鎮區人口有84人。

## 地理
阿維拉鎮區涵蓋面積309.17平方（119.37平方英里），境內無城鎮設立。

### 墓園
根據美國地質調查局的資料，此鎮區僅有1座墓園：
- 阿維拉墓園（Avilla Cemetery）

## 人口統計
根據2010年美國人口普查，阿維拉鎮區人口有84人，人口密度為0.27人/平方公里。種族方面，91.67%為白人；0%為非裔美洲人；0%為美洲原住民；0%為亞洲人；0%為太平洋島民；8.33%為其他種族；另外有0%為兩個或以上的種族。而西班牙裔美國人或拉丁美洲人佔該鎮區人口的15.48%。

## 外部連結
- US-Counties.com
- City-Data.com （页面存档备份，存于）